# Convolvulus grigorjevii
Convolvulus grigorjevii är en vindeväxtart som beskrevs av R. V. Kamelin. Convolvulus grigorjevii ingår i släktet vindor, och familjen vindeväxter. Inga underarter finns listade i Catalogue of Life.